# Villa rustica de la Apoldu de Sus
Această villa rustica este situată în punctul numit Curtea Velii, la aproximativ 850 m vest de localitatea Apoldu de Sus și la 2 km sud de localitătea Apoldu de Jos. (O a doua villa rustica a fost descoperită lângă Apoldu de Sus la situl "Levejoare").

## Legături exerne
- Roman castra from Romania (includes villae rusticae) - Google Maps / Earth Arhivat în 5 decembrie 2012, la Archive.is